# Arnaldismo
El Arnaldismo fue un movimiento de reforma nacido en el norte de Italia e impulsado por Arnaldo de Brescia (1100-1155), en contra del poder temporal de los papas y los abusos y privilegios ostentados por el clero.
Sus seguidores, denominados arnaldistas o arnodistas, proponían la pobreza apostólica a la Iglesia católica. Sus puntos de vista se conocen por la "Carta de Wetzel" dirigida por un arnaldista al emperador Federico Barbarroja, en 1152. La Iglesia condenó este movimiento, catalogándolo como herejía en el Concilio de Verona, celebrado en el año 1184. Tras este hecho, que vino a sumarse a la ejecución de Arnaldo de Brescia, la influencia del movimiento se fue desvaneciendo progresivamente.

## Doctrina
Los arnaldistas criticaron altamente la posesión de los bienes eclesiásticos, a los que consideraban una usurpación. No admitían el bautismo de los niños, el sacrificio de la misa, la oración por los difuntos, el culto de la cruz, etc. Arnaldo después de haber apoyado los movimientos comunales en Brescia y Roma y de haber actuado en la república comunal romana, que en 1142 se había declarado libre de la autoridad papal, fue primero desterrado y después detenido por las tropas del emperador Federico, entregado en Roma al papa Adriano IV y finalmente ahorcado y quemado en esta última ciudad en 1155 y sus cenizas fueron arrojadas al Tíber. Algunos de sus discípulos, que se llamaban también publicanos o poplicanos, pasaron de Francia a Inglaterra hacia el año 1166, en donde fueron detenidos y dispersados. Según algunos autores, esta secta se hizo después una rama de la herejía de los albigenses. Sin embargo otros historiadores no están seguros de la continuidad del arnaldismo como movimiento independiente y discuten si las repetidas condenas contra sus tesis, se referían a otros grupos, principalmente a los valdenses de Lombardía.